# Chris Dane
Chris Dane (Helge Julius Guldbøg), född den 25 september 1920 i Köpenhamn i Danmark, död den 3 juni 1993 i Lerum, Älvsborgs län (nu Västra Götalands län). Dansk jazz- och schlagersångare, verksam i Sverige från mitten av 1940-talet. Mantalsuppgifter från 1970 upptar honom som svensk medborgare, men datum för denna övergång är obekant.
Chris Dane sjöng med framträdande svenska orkestrar och turnerade i Sverige under flera år. Han har kallats "Danmarks Dick Haymes". En lovande amerikansk karriär i början av 1950-talet avbröts av familjeskäl.
Svenskt visarkiv (se Svensk jazzdiskografi) har noterat följande av hans skivinspelningar (78 varvs ”stenkakor”):
- Som Helge Guldbog/Chris Dane den 8 januari 1946 med ”Svend Asmussens orkester”; som Chris Dane den 14 maj 1952 med ”Simon Brehms stora orkester” och den 29 augusti samma år med ”Ernie Englunds orkester”. Här finns evergreens som Stardust och Night and Day men även schlagerbetonade melodier som ”For You” och ”Please, Don't Say No”.

- Den 16 april 1959 gör Harry Arnold en inspelning med ”Radiobandet” i Stockholms Konserthus. Som ”Guest Stars” medverkar Chris Dane, Alice Babs och Monica Zetterlund.

Chris Dane folkbokfördes här som Guldbög - i början av 1970-talet ändrat till Guldbog. En direkt översättning hade varit Guldbok, efter det svenska namnet på detta träd - bok.
Artistnamnet "Chris Dane" används idag (2007) av en ny sångartist.